# 巴瑟洛讷
巴瑟洛讷（法語：Barcelonne，法語發音：[baʁsəlɔn]）是法国德龙省的一个市镇，属于瓦朗斯区。

## 地理
巴瑟洛讷（44°52'7"N, 5°3'1"E）面积8.28 平方千米，位于法国奥弗涅-罗讷-阿尔卑斯大区德龙省，该省份为法国东南部内陆省份，北起顺时针与伊泽尔省、上阿尔卑斯省、上普罗旺斯阿尔卑斯省、沃克吕兹省和阿尔代什省接壤。
与巴瑟洛讷接壤的市镇（或旧市镇、城区）包括：沙伯伊、孔博万、蒙旺德尔。

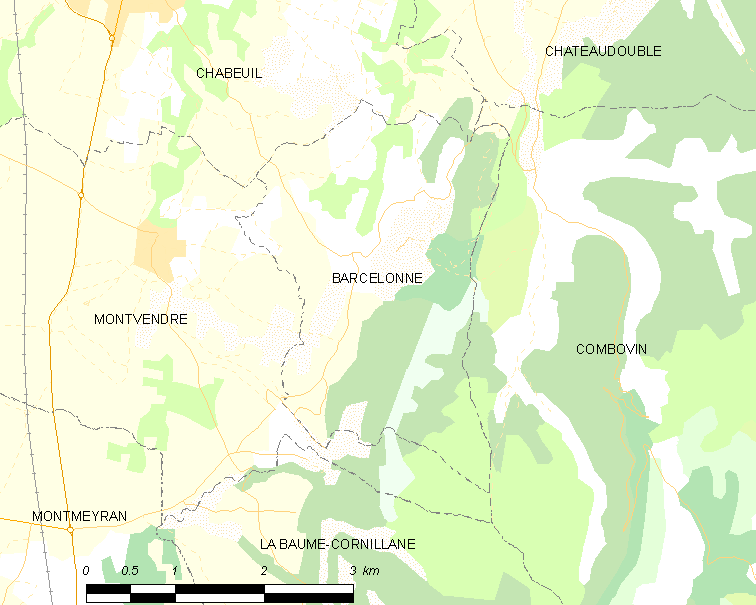
巴瑟洛讷的OSM定位图

巴瑟洛讷的时区为UTC+01:00、UTC+02:00（夏令时）。

## 行政
巴瑟洛讷的邮政编码为26120，INSEE市镇编码为26024。

## 政治
巴瑟洛讷所属的省级选区为克雷县。

## 人口

1962-2008年间巴瑟洛讷人口变化图示

巴瑟洛讷于2022年1月1日时的人口数量为341人。